# Lourdes Picareta
Lourdes Picareta (* 1958  in Santa Iria) ist eine portugiesische Filmemacherin und Drehbuchautorin. Sie dreht Reportagen und Dokumentarfilme und arbeitet insbesondere für das SWR Fernsehen, u. a. für die Sendereihe Länder – Menschen – Abenteuer.

## Leben
Picareta wurde in dem kleinen Landarbeiterdorf Santa Iria nahe Serpa im Alentejo geboren und ging dort zur Grundschule. Zur weiterführenden Schule ging sie nach Almada und machte dort ihr Abitur.
Ihre Eltern waren inzwischen nach Deutschland gegangen, wohin sie 1976 ebenfalls ging, um an der Universität Mainz und der Universität München Germanistik, Geschichte und Vergleichende Literaturwissenschaft zu studieren (Germanistik-Abschluss 1982).
Seit 1982 arbeitet sie für die öffentlich-rechtlichen Sender zunächst für das ZDF, dann für die ARD, Arte, WDR und insbesondere SWR, gelegentlich auch für portugiesische und französische Sender.
1994 bekam sie den Journalistenpreis vom portugiesischen Journalisten-Club und 1995 den kanadischen Ekotopfilm-Preis. Für ihren Film „Gemachte Armut“ über die Zunahme der überwunden geglaubten Armut in Westeuropa war sie für den Grimme-Preis 2013 nominiert. Auch für den Deutsch-Französischen Journalistenpreis.
Für die Länder – Menschen – Abenteuer-Themenwoche „HEIMAT“ produzierte sie 2015 ihren autobiografisch geprägten Film „Meine Heimat Alentejo“.
Lourdes Picareta ist mit einem Griechen verheiratet, das Paar hat zwei Söhne und lebt in Deutschland. Sie spricht neben Portugiesisch und Deutsch auch fließend Französisch und Spanisch, zudem Englisch und etwas Griechisch.

## Filmografie (Auswahl)
- 1988: Kinderarbeit in Portugal
- 1992: Der Tausch
- 1995: 100 Morgen Paradies – Brasiliens Landlose nehmen sich ihr Recht
- 1998: Zum Heilen gehört Liebe (über Georgos Vithoulkas)
- 2000: Griechische Reeder – Das Ende eines Monopols
- 2001: Inseln: Föhr
- 2006: Vaqueiros – Cowboys in der brasilianischen Dornensteppe
- 2006: Die Radio Familie (nominiert für den deutschen Kamera- und Schnittpreis 2007)
- 2008: Ersin in Wunderland – Die zwei Gesichter Hollands
- 2009: Verkauft für einen Teller Reis – Kinderhandel in Kambodscha
- 2011: Die arabische Revolution – ein Jahr danach
- 2012: Gemachte Armut (nominiert für den Grimme-Preis 2013)
- 2012: Das Jahr des Frühlings
- 2013: Die Maya Route – Mexiko, Guatemala, Belize (Länder, Menschen, Abenteuer-Trilogie)
- 2015: Meine Heimat Alentejo
- 2022: Der Fischerpfad – Wandern im Südwesten Portugals (SWR-Sendereihe Traumziele)
- 2024: Indien - Wirtschaftswunder oder Fata Morgana? 91 Min.